# I'll Follow You Tonight
I'll Follow You Tonight är en EP av den svenska singer/songwritern Anna Ternheim, utgiven 2004 på Stockholm Records. Låtmaterialet utgörs av nyinspelade versioner av de låtar som fanns med På Ternheims demo Anna Ternheim (2003).

## Låtlista
Alla låtar är skrivna av Anna Ternheim.
1. "I'll Follow You Tonight" (akustisk version)
2. "It's Not Me"
3. "To Be Gone" (pianoversion)
4. "A Friend at Last"

## Medverkande
- Andreas Dahlbäck - producent, inspelning, mixning
- Björn Engelmann - mastering
- Åsa Jacobsson - piano
- Anna Ternheim - sång, gitarr, producent, mixning

### Fotnoter
1. 1 2  ”I'll Follow You Tonight”. Discogs.com. http://www.discogs.com/Anna-Ternheim-Ill-Follow-You-Tonight/release/630957. Läst 17 maj 2012.